# 마카오 관광 활동 센터

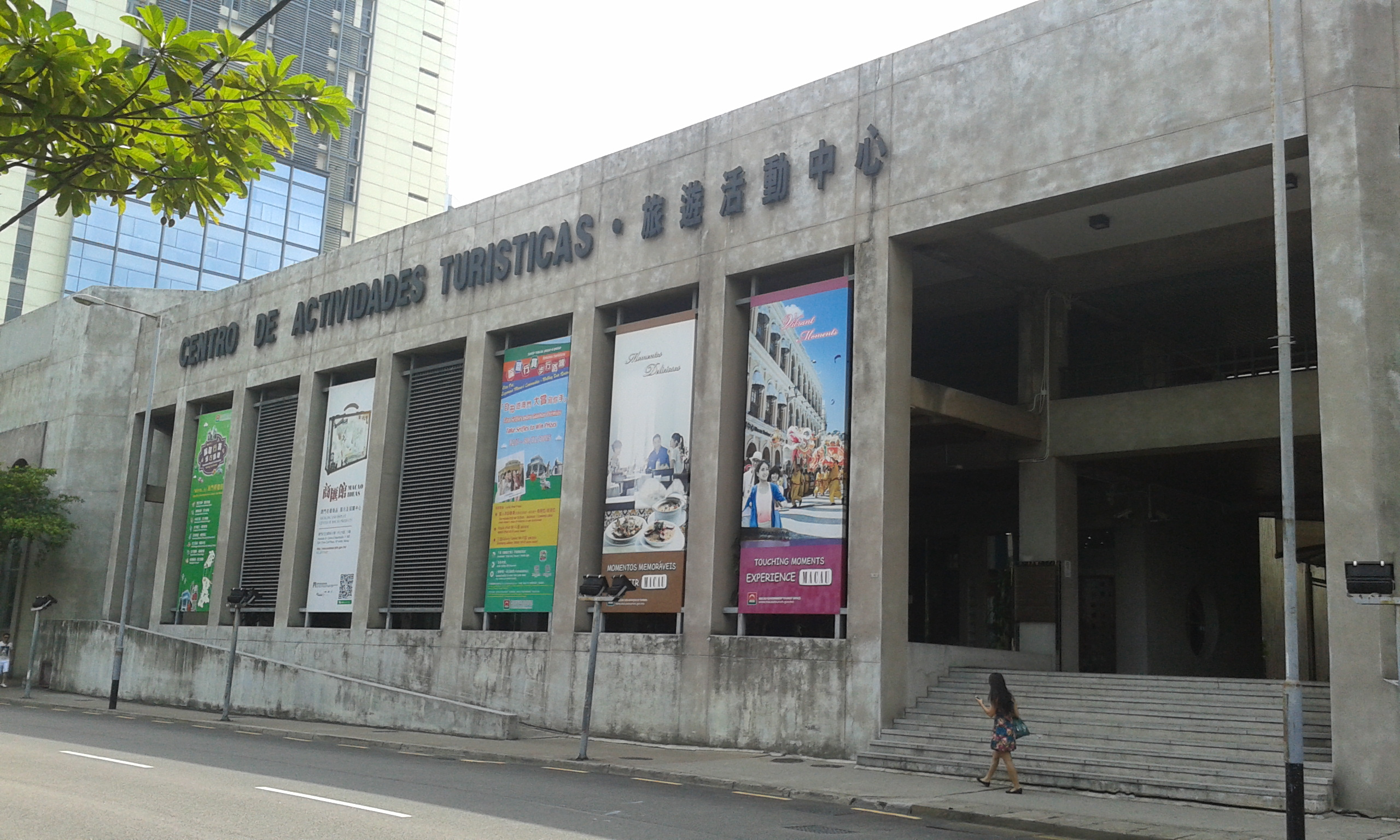
마카오 관광 활동 센터

마카오 관광 활동 센터(중국어: 澳門旅遊活動中心, 포르투갈어: Centro de Actividades Turísticas)은 중국 마카오 세 당구에 있는 관광 센터이다. 1994년 4월 오픈하였으며, 마카오 관광청 산하에 있다.
센터 안에 그랑프리 박물관, 포도주 박물관 등이 있다.